# 賈欽
賈欽（1458年—1528年），字敬之，號秋河，河南汝州魯山縣人，軍籍，明朝政治人物。

## 生平
河南鄉試第七十名舉人。成化二十三年（1487年）中式丁未科會試第一百七十一名，三甲第二十名進士。大理寺觀政，授浙江宁波府推官。起補河南林县知县，未幾，升东昌府同知，清理戎务。擢山西按察司佥事，致仕归，卒年七十有一。

## 家族
曾祖賈成，知縣；祖父賈全；父賈忠，母張氏；繼母張氏。具庆下。